# What I Can Do for You
What I Can Do for You —en español: «Qué puedo hacer por ti»— es un sencillo de Sheryl Crow de su álbum debut Tuesday Night Music Club publicado en A&M Records. Fue lanzado originalmente en 1993, y el sencillo incluía una versión más rápida de la pista «The Na-Na Song» bajo el nombre «Volvo Cowgirl 99». «What I Can Do for You» alcanzó el puesto 97 cuando se lanzó por primera vez a finales de 1993, pero fue reeditado después del éxito de «All I Wanna Do» y «Strong Enough». Se lanzaron dos sencillos en CD, siendo el segundo una edición limitada que incluía un mini calendario de 1996. En las listas del Reino Unido, alcanzó el número 84 en su primer lanzamiento el 19 de febrero de 1994 y luego el número 43 el 11 de noviembre de 1995.
El lanzamiento de 1995 en el Reino Unido provocó una controversia en la industria cuando la Official Charts Company inicialmente se negó a permitir que el sencillo colocara un gráfico debido al calendario gratuito en el empaque, lo que rompió una regla de los gráficos sobre obsequios gratuitos. Después de que se señaló que los compiladores de gráficos habían permitido que «You'll See» de Madonna trazaran gráficos (que también contenían un calendario gratuito, aunque configurado de manera diferente dentro del paquete único como postales, en lugar de encuadernado en anillo), la decisión se revirtió justo antes de que se publicara el gráfico de la semana.
La canción trata sobre acoso sexual, que Crow dice que experimentó durante su ascenso a la fama.[cita requerida]

## Lista de canciones
- CD (Reino Unido)

1. «What I Can Do for You» (radio Edit)
2. «What I Can Do for You» (LP Version)
3. «Volvo Cowgirl 99»
4. «I Shall Believe»

- CD 1 (Reino Unido) (Relanzamiento)

1. «What I Can Do for You» (UK Edit)
2. «D'yer Mak'er»
3. «I'm Gonna Be a Wheel Someday»
4. «No One Said It Would Be Easy»

- CD 2 (Reino Unido) (Relanzamiento)

1. «What I Can Do for You» (live in Madrid)
2. «All I Wanna Do» (live in Madrid)
3. «Strong Enough» (live in Madrid)
4. «Can't Cry Anymore» (live in Madrid)

## Rendimiento en las listas
| Lista (1995)                   | Posición más alta |
| ------------------------------ | ----------------- |
| Reino Unido (UK Singles Chart) | 43                |